# Vlag van Gendringen

Vlag van de gemeente Gendringen

De vlag van Gendringen is het gemeentelijk dundoek van de voormalige Gelderse gemeente Gendringen. De vlag werd op 27 april 1960 per raadsbesluit aangenomen.
De beschrijving luidt:
"Drie banen van , geel en blauw, in de witte baan, waarvan de hoogte twee keer de hoogte er andere banen bedraagt, zijn in het midden drie rode cirkels aangebracht, geplaatst in 2 en 1."

## Verwante afbeelding

Wapen van Gendringen

Ammerzoden 
· Angerlo 
· Batenburg 
· Beesd 
· Bemmel 
· Bergh 
· Bergharen 
· Beusichem 
· Borculo 
· Brakel 
· Didam 
· Dinxperlo 
· Dodewaard 
· Dreumel 
· Echteld 
· Eibergen 
· Elst 
· Ewijk 
· Geldermalsen 
· Gendringen 
· Gendt 
· Gorssel 
· Groenlo 
· Groesbeek 
· Hedel 
· Heerewaarden 
· Hemmen 
· Hengelo 
· Herwen en Aerdt 
· Heteren 
· Heukelum 
· Hoevelaken 
· Horssen 
· Huissen 
· Hummelo en Keppel 
· Hurwenen 
· Kerkwijk 
· Kesteren 
· Laren 
· Lichtenvoorde 
· Lienden 
· Lingewaal 
· Maurik 
· Millingen aan de Rijn 
· Neede 
· Neerijnen 
· Overasselt 
· Rijnwaarden 
· Rossum 
· Ruurlo 
· Steenderen 
· Ubbergen 
· Valburg 
· Vorden 
· Wadenoijen 
· Wamel 
· Warnsveld 
· Wehl 
· Wisch 
· Zelhem 
· Zoelen